# Vogtländischer Orgelbau Thomas Wolf
Der Vogtländische Orgelbau Thomas Wolf mit Sitz in Limbach im Vogtland ist eine Meisterwerkstatt für historischen und zeitgenössischen Orgelbau im deutschen Bundesland Sachsen.

## Geschichte

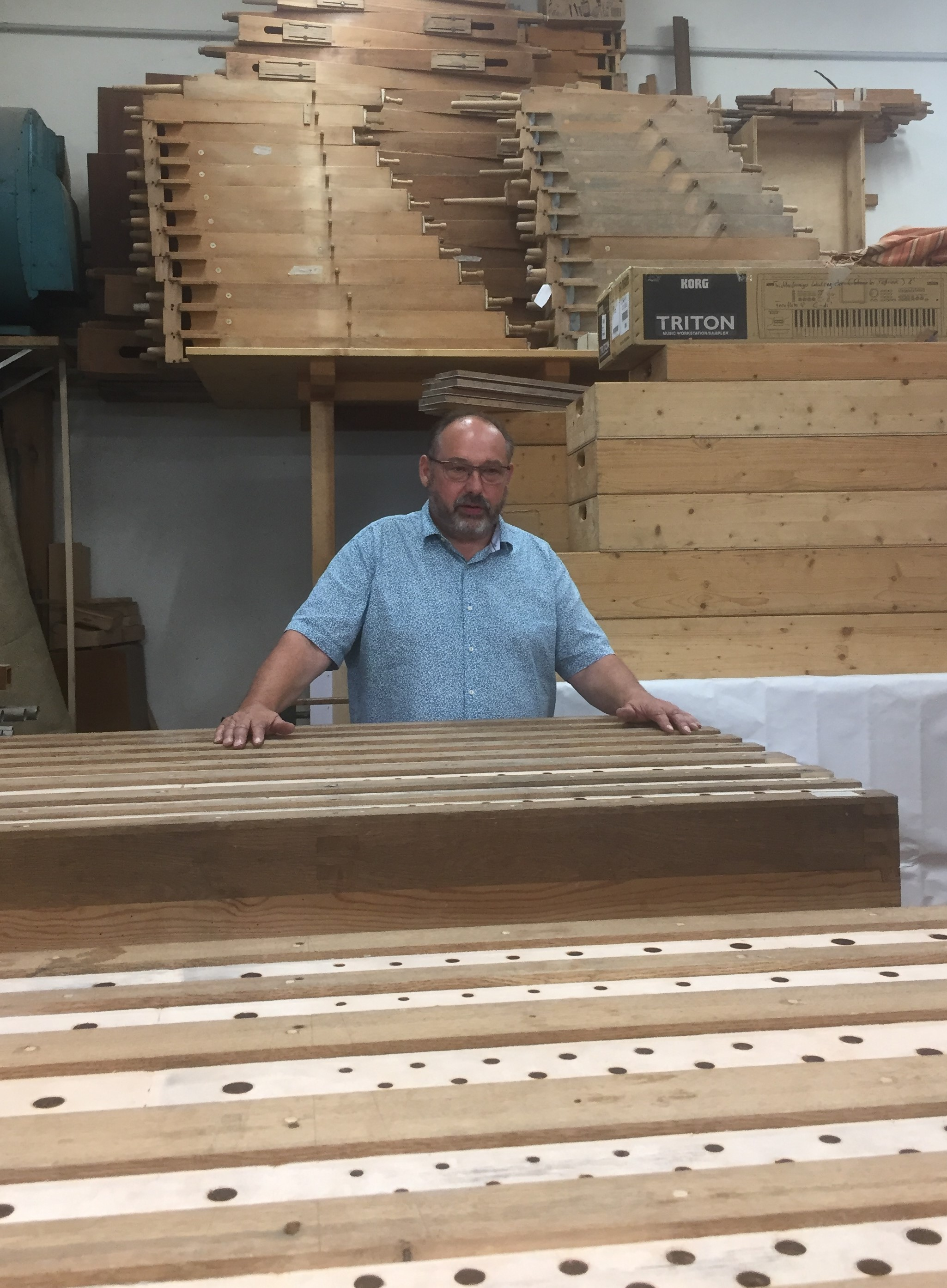
OBM Thomas Wolf in der Werkstatt in Limbach

1959 gründete Orgelbaumeister Hartmut Schüßler seine Orgelbauwerkstatt in Gehren in Thüringen. Als reiner Reparaturbetrieb beschränkte sich die Tätigkeit auf Mittel- und Westthüringen. 1969 folgte die Übersiedelung des Unternehmens nach Greiz. Die Firma blieb während der DDR-Zeit in privatem Besitz. Jährlich schuf der Handwerksbetrieb eine neue Orgel, vom kleinen Orgelpositiv bis zur zweimanualigen Orgel mit 28 Registern. Später kam die Herstellung von Truhenorgeln dazu. Im März 1997 ging Hartmut Schüßler in den Ruhestand.
Thomas Wolf (* 1965 in Mylau) absolvierte, wie im Orgelbau in der DDR obligat, zunächst von 1981 bis 1983 eine Tischlerlehre. 1983 begann er in der Orgelbauwerkstatt Hartmut Schüßler in Greiz die Ausbildung zum Orgelbauer, die er 1986 mit der Gesellenprüfung abschloss. 1986 erhielt Wolf eine Anstellung in seinem Ausbildungsbetrieb, übernahm die Leitung der Pfeifenwerkstatt und war verantwortlich für Intonationen, Stimmungen und Restaurierungen. Von 1995 bis 1996 absolvierte er die Meisterausbildung an der Bundesfachschule für Instrumentenbau in Ludwigsburg und erhielt von der Handwerkskammer Stuttgart den Meisterbrief.
Thomas Wolf kaufte im April 1997 die Schüßlersche Werkstatt und führt seitdem die Geschäfte. Zur Zeit der Restaurierung der Eggert-/Stahlhut-Orgel der katholischen Pfarrkirche St. Michael in Kirchen reifte der Entschluss, ein geräumigeres Werkstattgebäude zu suchen. Die Wahl fiel auf Limbach nahe seiner Heimatstadt Netzschkau unweit der Göltzschtalbrücke im sächsischen Vogtland. Der Um- und Ausbau der Werkstatt mit rund 550 m² erfolgte 2001, der Firmenumzug von Januar bis März 2002.
Seit Herbst 2003 ist Wolf Mitglied der sächsischen Orgelakademie mit Sitz in Lichtenstein bei Zwickau, ein An-Institut der Hochschule für Musik Carl Maria von Weber Dresden.
Im Auftrag der Orgelbaufirma Alexander Schuke baute Wolf Orgelpfeifen für die 2005 in Auftrag gegebene und 2008 eingeweihte Orgel des Königsberger Doms in Kaliningrad. Für die Orgel des Neuen Leipziger Gewandhauses baute das Unternehmen Vogtländischer Orgelbau 2008 das Register Untersatz 32′. Im Frühjahr 2020 übernahm Wolf die Bestände der Firma Orgelbau Hörl aus Helmbrechts im Hofer Land.

## Werkstatt
Die Orgelbauwerkstatt von Thomas Wolf führt fast alle Arbeitsschritte selbst aus, ohne Pfeifen oder Zubehör in größerem Umfang von Zulieferern zu beziehen.

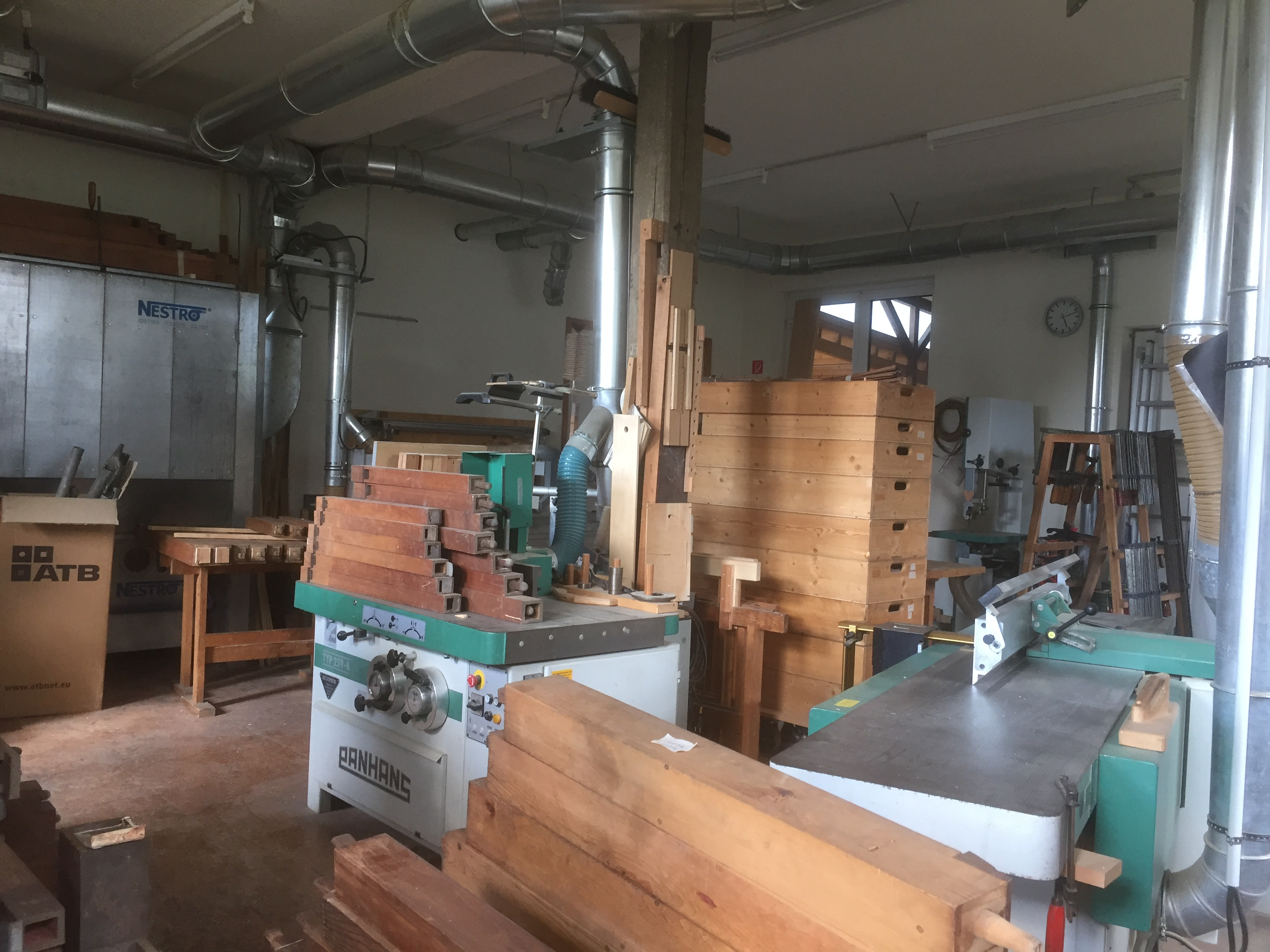
Pfeifenwerkstatt
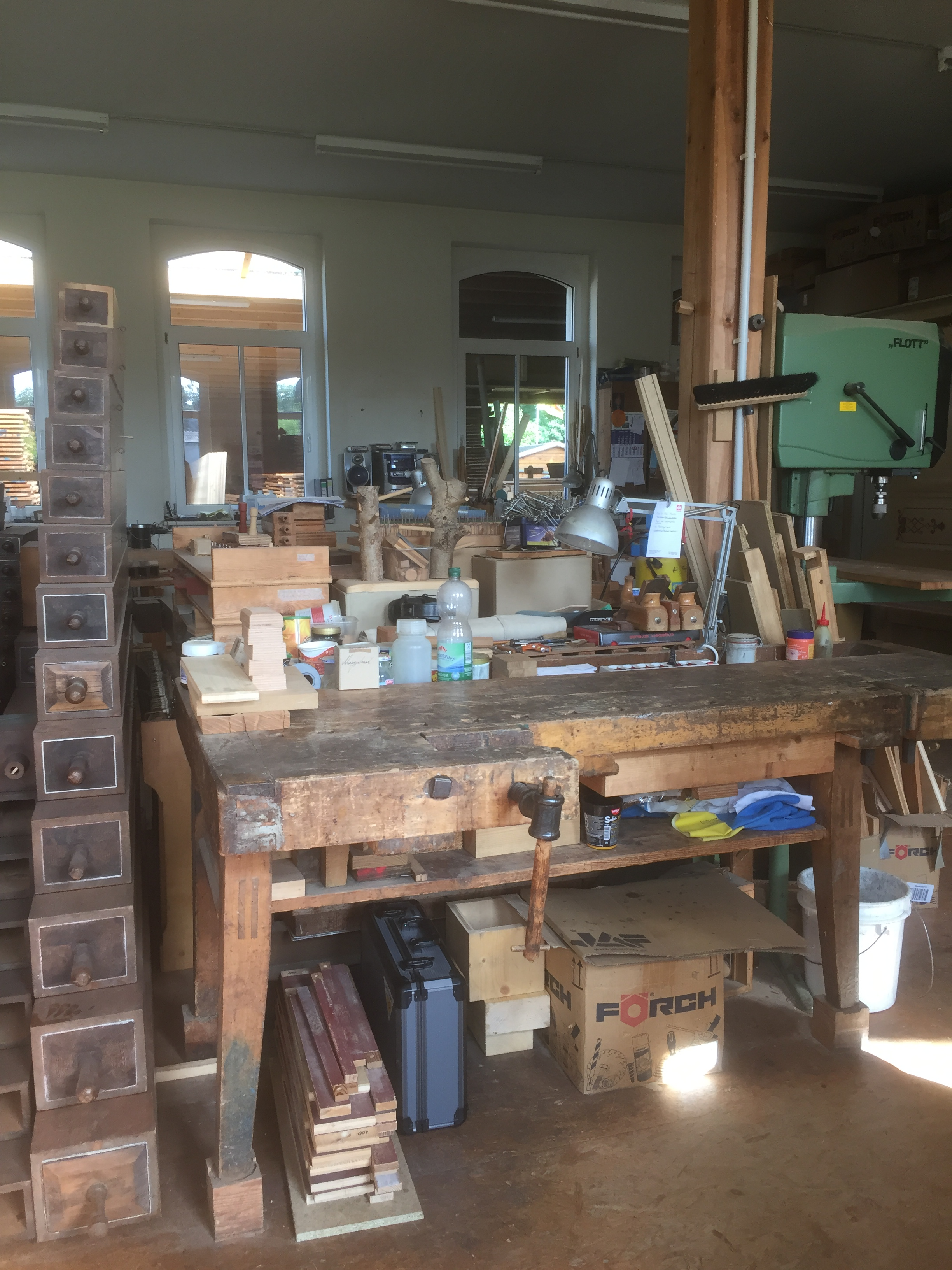
Pfeifenwerkstatt
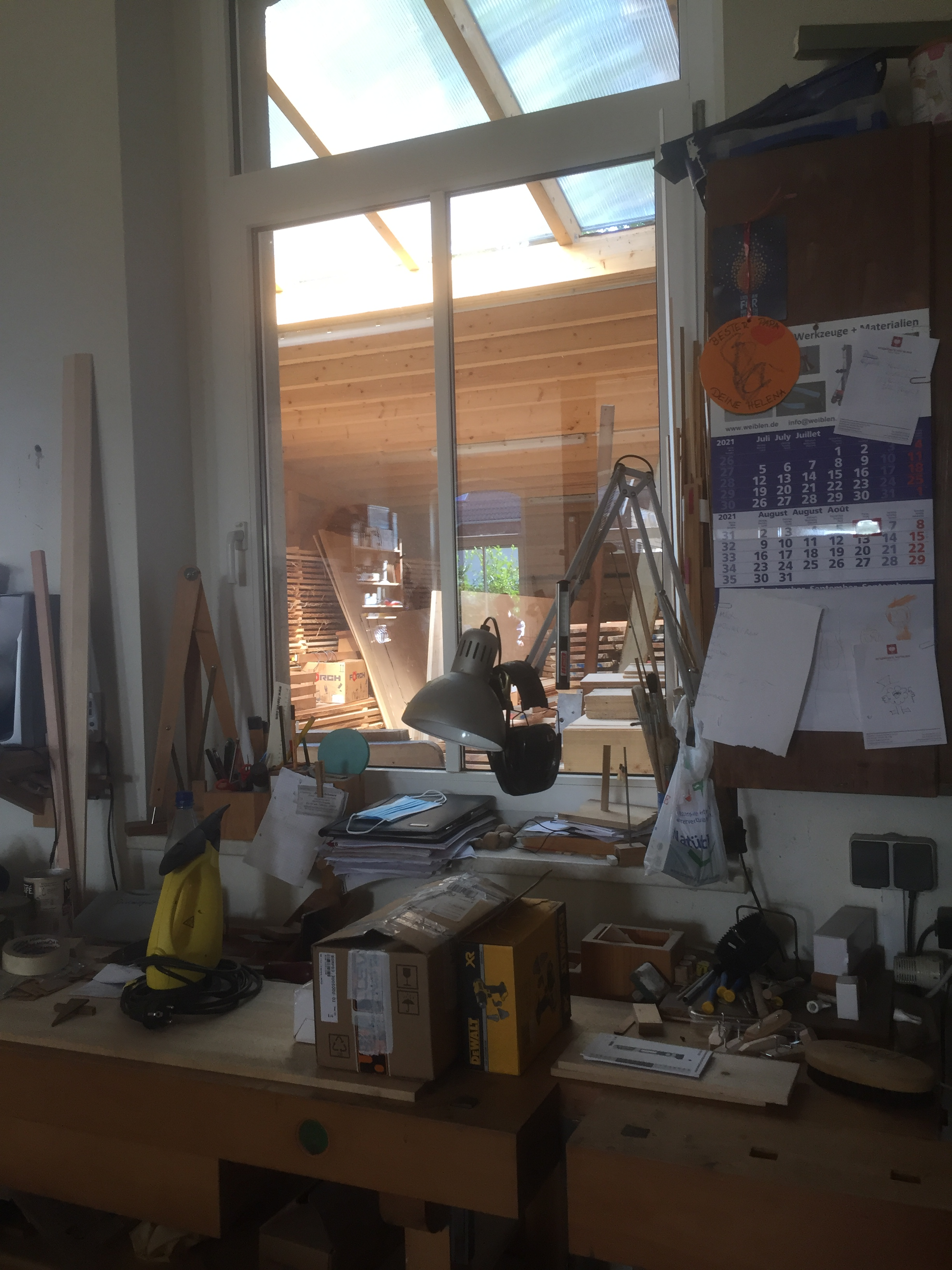
Schreinerei
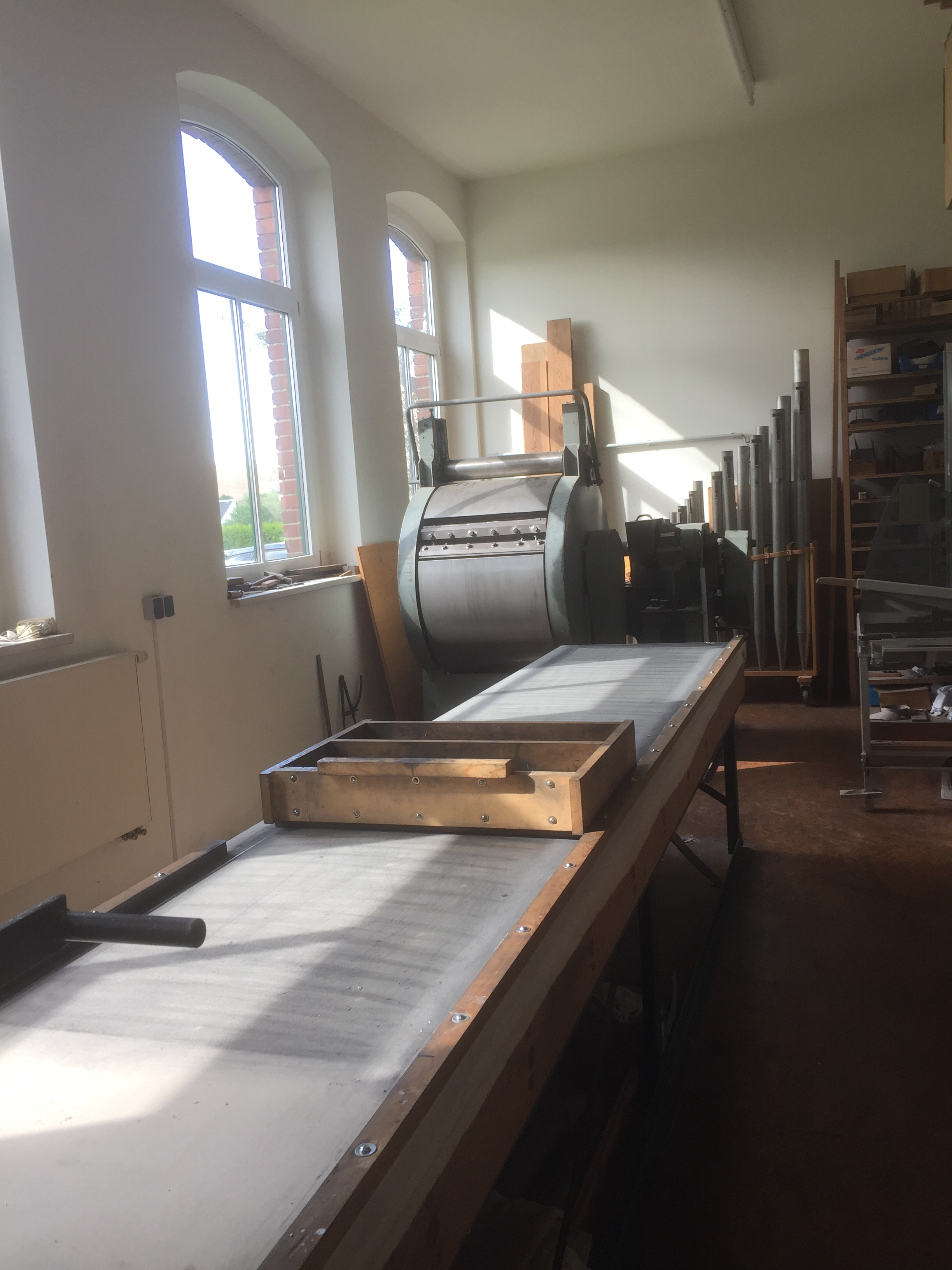
Pfeifengießerei
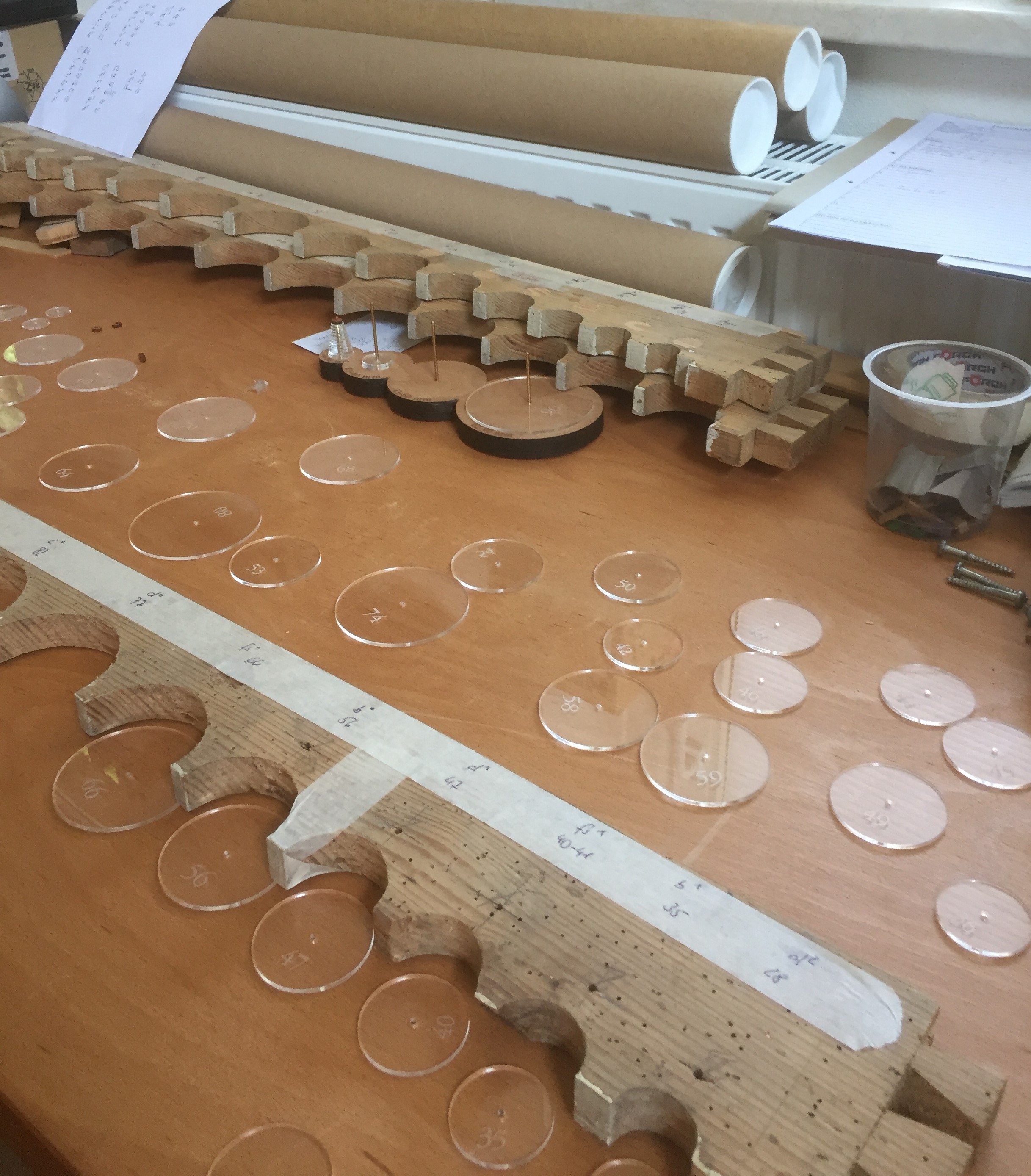
Restauration
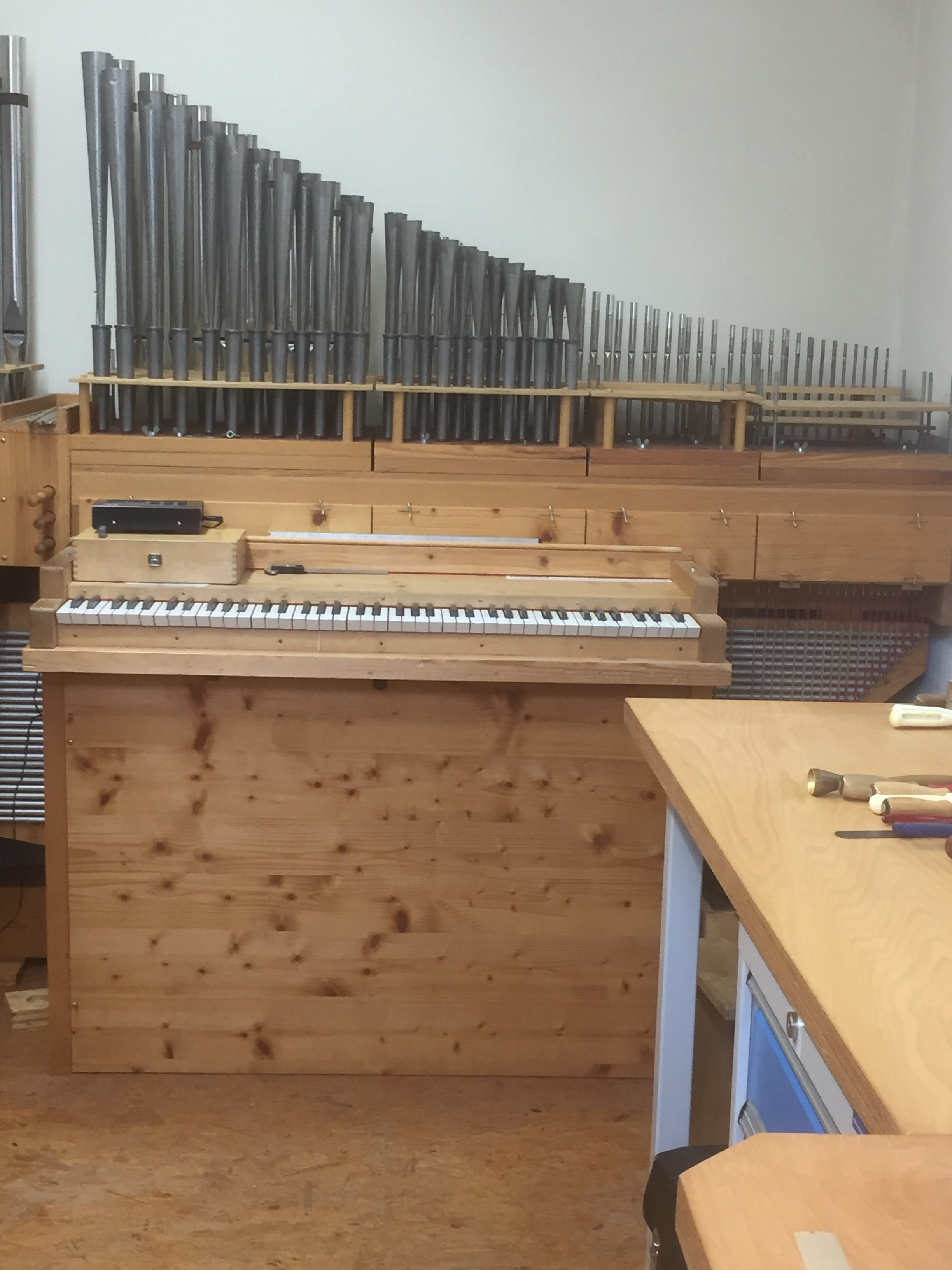
Intonation

## Werkliste (Auswahl)

### Restaurierungen
| Jahr      | Ort                    | Gebäude                      | Bild | Manuale | Register | Bemerkungen                                                               |
| --------- | ---------------------- | ---------------------------- | ---- | ------- | -------- | ------------------------------------------------------------------------- |
| 1988      | Weida                  | Stadtkirche St. Marien       |      | III/P   | 42       | Walcker-Orgel von 1934, Prospekt von Johann Georg Molau aus dem Jahr 1762 |
| 1996      | Bürgel                 | Stadtkirche St. Johannes     |      | II/P    | 21       | Gerhard-Orgel von 1767                                                    |
| 1997      | Aue                    | Friedenskirche               |      | II/P    | 33       | Jehmlich-Orgel von 1914                                                   |
| 1998/2003 | Gera                   | Salvatorkirche               |      | II/P    | 36       | Ernst-Röver-Orgel von 1903                                                |
| 1998      | Gottesgrün             | Dorfkirche                   |      | II/P    | 10       | Johann-Gotthilf-Bärmig-Orgel von 1854                                     |
| 1999      | Kirchen                | St. Michael                  |      | II/P    | 32       | Eggert-/Stahlhut-Orgel von 1893                                           |
| 2000      | Klingenthal-Brunndöbra | Lutherkirche                 |      | II/P    | 25       | Hermann-Eule-Orgel von 1909                                               |
| 2000/2001 | Reuth                  | Ev.-luth. Kirche             |      | II/P    | 13       | Orgel von Karl Robert Barth (1871) → Orgel                                |
| 2001      | Jena-Ziegenhain        | Marienkirche                 |      | I/P     | 9        | Justinus-Ehrenfried-Gerhard-Orgel von 1764                                |
| 2002      | Ehrenfriedersdorf      | St. Niklas                   |      | II/P    | 32       | Richard-Kreuzbach-Orgel von 1889                                          |
| 2002      | Altenbeichlingen       | St. Bonifatius               |      | II/P    | 31       | Ernst-Röver-Orgel 1898                                                    |
| 2002      | Oßla                   | Heilig-Kreuz-Kirche          |      | I/P     | 10       | Johann-H.-Schmidt-Orgel 1805                                              |
| 2003      | Schlöben               | Dorfkirche Schlöben          |      | II/P    | 16       | Justinus-Ehrenfried-Gerhard-Orgel von 1750                                |
| 2003      | Elsterberg             | St. Laurentius-Kirche        |      | II/P    | 34       | Carl-Gottlieb-Jehmlich-Orgel von 1864                                     |
| 2003/09   | Erfurt-Linderbach      | Unserer lieben Frauen        |      | II/P    | 15       | Johann-Friedrich-Schulze-Orgel von 1857                                   |
| 2004      | Sirbis                 | Valentinskirche              |      | I/P     | 12       | Johann-G.-Trampeli-Orgel von 1775                                         |
| 2005      | Glauchau-Gesau         | St. Andreas                  |      |         |          | Johann-Gotthilf-Bärmig-Orgel von 1878                                     |
| 2005      | Waldkirchen            | St. Georg                    |      |         |          | Schuster-Orgel von 1907                                                   |
| 2006      | Aue                    | Klösterlein Zelle            |      | II/P    | 15       | Johann-Gotthilf-Bärmig-Orgel von 1862                                     |
| 2006      | Tannenbergsthal        | Lutherkirche                 |      |         |          | Hermann-Eule-Orgel von 1910                                               |
| 2009      | Treuen                 | St. Bartholomäus             |      | II/P    | 25       | Hermann-Eule-Orgel von 1877 → Orgel                                       |
| 2010/11   | Halle (Saale)          | Dreieinigkeitskirche (Halle) |      | III/P   | 29       | Restaurierung und Dispositionsänderung einer Rieger-/Kühn-Orgel           |
| 2011/12   | Lichterwalde           | Schlosskapelle               |      | II/P    | 13       | Christoph-Gottlob-Donati-Orgel von 1741                                   |
| 2011/15   | Beierfeld              | Peter-Pauls-Kirche           |      | I/P     | 12       | Johann-Jacobus-Donati-Orgel von 1728                                      |
| 2012      | Schöneck               | St. Georg                    |      | II/P    | 37       | Johann-Gotthilf-Bärmig-Orgel von 1859                                     |
| 2012      | Magdeburg              | St. Norbert                  |      | II/P    | 22       | Wilhelm-Rühlmann-Orgel von 1903                                           |
| 2013      | Döhlen                 | Dorfkirche Döhlen            |      |         |          | Fertigstellung der Restaurierung der Trampeli-Orgel von 1771              |
| 2014      | Lunzenau               | St. Jakobus                  |      |         |          | Gebrüder-Jehmlich-Orgel von 1905                                          |
| 2016      | Niederwürschnitz       | St.-Johannes-Kirche          |      | II/P    | 26       | Alfred-Schmeißer-Orgel von 1904                                           |
| 2020      | Staßfurt               | St. Marien                   |      | II/P    | 30       | Rühlmann-Orgel von 1895                                                   |
| 2021      | Brahmenau-Groitschen   | Dorfkirche Brahmenau         |      | I/P     | 12       | Johann-August-Poppe-Orgel von 1823/1824                                   |

### Neubauten
| Jahr      | Ort                     | Gebäude                        | Bild | Manuale | Register | Bemerkungen |
| --------- | ----------------------- | ------------------------------ | ---- | ------- | -------- | --- |
| 1994–1995 | Veitsberg               | St. Veit                       |      | II      | 16       | Hartmut Schüßler |
| 1996      | Reichenbach im Vogtland | St. Peter und Paul, Altarorgel |      | I       | 4        | Meisterstück von Thomas Wolf, Standort bis zur Einweihung des Orgelneubaus in der Lutherkirche Plauen |
| 1997      | Auerbach                | Evangelische Kirche            |      | I       | 3        | Truhenorgel, im Jahr 2000 von der Evangelischen Gemeinde in Auerbach erworben |
| 2005/2006 | Coburg                  | Gymnasium Albertinum, Aula     |      | III/P   | 16       | 4 Transmissionen im Pedal |
| 2008      | Neumark                 | Evangelische Kirche            |      | II/P    | 24       | Umbau der Schüßler-Orgel von 1978 |
| 2022      | Plauen                  | Lutherkirche                   |      | III/P   | 45       | Neubau im Gehäuse von Johann Gottlob Mende von 1834. Hauptwerk und Oberwerk frühromantisch im Sinne Mendes, hochromantisches Schwellwerk auf restaurierter Lade der Vorgänger-Orgel (Jehmlich) von 1926. Pedal 5 Transmissionen sowie restaurierte Register der Vorgängerorgel, Neubau eines 10 2⁄3′. Einweihung zum 300. Kirchweihfest der Lutherkirche. |

## Auszeichnungen und Mitgliedschaften
- 2003: Handwerkerpreis der Stadt Gera, für die originalgetreue Rekonstruktion und Restaurierung der Röver-Orgel der Salvatorkirche in Gera[9]
- 2003: Mitglied der sächsischen Orgelakademie in Lichtenstein, An-Institut der Hochschule für Musik Carl Maria von Weber Dresden